# 凯文·尤德利
凯文·尤德利（英文：Kevin EuDaly）是美国主攻铁路领域的作者及出版人，其作品包括相关的杂志、图书、照片、传单、广告等。1992年创办白河出版公司，这使得他成为了包括密苏里太平洋铁路、纽约、纽黑文和哈特福德铁路公司、伊利诺伊终端铁路公司在内的铁路研究领域领军学者。凯文·尤德利还曾指导过包括《铁路黄昏》（英文原名：Twilight on the Rails）在内的独立纪录片的拍摄。
凯文·尤德利于1982年在位于美国密苏里州春田市的西南密苏里州立大学（今密蘇里州立大學）取得环境化学专业理学士学位并辅修商学和生物学。
他还曾在2009年出版有图书《北美铁路全书》（英文原名：The Complete Book of North American Railroading）。

## 外部連結
- 白河出版公司（White River Productions）官网 （页面存档备份，存于）